# Bosc-Bénard-Crescy
Bosc-Bénard-Crescy – miejscowość i dawna gmina we Francji, w regionie Normandia, w departamencie Eure. W 2013 roku jej populacja wynosiła 379 mieszkańców. 
W dniu 1 stycznia 2016 roku z połączenia trzech ówczesnych gmin – Bosc-Bénard-Crescy, Épreville-en-Roumois oraz Flancourt-Catelon – utworzono nową gminę Flancourt-Crescy-en-Roumois. Siedzibą gminy została miejscowość Bosc-Bénard-Crescy. 